# Friedrich von Müller (Mediziner)

Friedrich Müller, vor 1902

Friedrich Carl Ludwig Müller, seit 1907 Ritter von Müller (* 17. September 1858 in Augsburg; † 18. November 1941 in München) war ein deutscher Internist. Er war Professor für Innere Medizin, Lehrstuhlinhaber in München und gilt als einer der Begründer des modernen Klinikwesens.

## Leben
Friedrich Müller wurde in eine Ärztefamilie geboren; sein Vater war Direktor in einem Krankenhaus, seine Mutter gehörte einer Augsburger Patrizierfamilie an. Er studierte ab 1876 Naturwissenschaften und Medizin in München und Würzburg. 1882 wurde er in München promoviert. Im Jahr 1882 wurde er in Würzburg Assistent im Juliusspital an der Medizinischen Universitätsklinik und der Klinik für Haut- und Geschlechtskrankheiten bei Carl Jakob Adolf Christian Gerhardt, dem er 1885 nach Berlin folgte, sowie bei Franz von Rinecker. 1888 wurde er auf Grund seines Gesamtwerkes habilitiert und erhielt eine Professur in Bonn. 1890 wechselte er nach Breslau, 1892 an die Philipps-Universität Marburg und 1899 an die Universität Basel. 1904 kehrte er nach München zurück und blieb dort bis zu seiner Emeritierung 1937 Lehrstuhlinhaber und Leiter der II. Medizinischen Klinik. 1907 wurde Dietrich Gerhardt, der Sohn von Carl Gerhardt, als Müllers Nachfolger nach Basel berufen. 1920 war Friedrich von Müller Vorsitzender der Gesellschaft Deutscher Naturforscher und Ärzte.
In München setzte er sich gemeinsam mit Ferdinand Sauerbruch und Studenten (vergebens) für den Verbleib des jüdischen Chemikers Richard Willstätter an der Universität ein, der wegen antisemitischer Vorfälle 1924 um seine Entlassung gebeten hatte.
Seine Studien erstreckten sich vor allem auf die Erkrankungen der Atmungsorgane, des Nervensystems, des Stoffwechsels und der Nieren. 1905 hatte er in seinem berühmt gewordenen Vortrag Morbus Brightii auf der 9. Tagung der Deutschen Pathologischen Gesellschaft in Meran die nephrotischen und nephritischen Krankheitsformen getrennt. Zu seinen Schülern gehörte der Internist Hans von Kress, der das von Müller und seinem Freund Otto Seifert auf Veranlassung ihres Lehrers und Chefs Gerhardt 1886 begründete und noch 100 Jahre später ein Standardwerk darstellende Taschenbuch der medizinisch-klinischen Diagnostik nach Müllers Tod herausgab. Der Mediziner und Chemiker Hans Fischer war als Assistent Müllers an der II. Medizinischen Klinik in München tätig gewesen. Zu Friedrich von Müllers Freunden gehörte auch sein ehemaliger Mitassistent am Juliusspital, der später durch die Entdeckung der Colibakterien bekannt gewordene Theodor Escherich.

## Auszeichnungen
Am 4. Juli 1907 wurde Müller durch Prinzregent Luitpold von Bayern mit dem Ritterkreuz des Verdienstordens der bayerischen Krone ausgezeichnet und erhielt aufgrund der Ordensstatuten den persönlichen Adel als Ritter von Müller. 
1922 wurde Friedrich von Müller in die Deutsche Akademie der Naturforscher Leopoldina aufgenommen. 1927 wurde er in die American Academy of Arts and Sciences gewählt.
Ebenfalls 1927 wurde er Ehrenbürger der Stadt München.
Das Adlerschild des Deutschen Reiches mit der Inschrift DEM GROSSEN KLINIKER wurde ihm am 17. September 1933 verliehen.
Die Friedrich-von-Müller-Plakette – eine Auszeichnung für Mediziner – wurde nach ihm benannt. Das Universitätsklinikum Freiburg hat nach von Müller eine Station an der Klinik für Kardiologie und Angiologie I benannt.

## Schriften (Auswahl)
- als Hrsg. mit Carl Gerhardt: Mitteilungen aus der Medicinischen Klinik zu Würzburg. Wiesbaden 1885 ff.
- mit Otto Seifert: Taschenbuch der medizinisch-klinischen Diagnostik. J. F. Bergmann, Wiesbaden 1886; 13. Auflage ebenda 1909 (Textarchiv – Internet Archive); 50. Auflage 1941; von 1942 (55. Auflage) bis 1966 (69. Auflage) hrsg. von Hans Kress von Kressenstein, Verlag von J. F. Bergmann, München 1966; 71. Auflage 1985.
- Morbus Brightii. In: Verhandlungen der deutschen Gesellschaft für Pathologie. 9. Tagung, 1905, S. 64–99.
- Bernhard Spatz zum 70. Geburtstag. In: Münchener Medizinische Wochenschrift. 1926, S. 2163.
- Medizin. In: Gustav Abb (Hrsg.): Aus fünfzig Jahren deutscher Wissenschaft. Die Entwicklung ihrer Fachgebiete in Einzeldarstellungen. De Gruyter, Berlin 1930, S. 408–429.
- Lebenserinnerungen. Hrsg. von Hedi Kloiber, geborene Müller. J. F. Lehmann, München 1953.

## Porträt
- 1981 Bronzegussmedaille, 94 mm. Vorderseite: Büste mit Kragenansatz nach links. Rückseite: 10 Zeilen Text: ER WAR / UNTER SEINEN / ZEITGENOSSEN / OHNE ZWEIFEL / DER BESTE LEHRER / DER / INNEREN MEDIZIN / LUDOLPH VON KREHL / Thomae / 1981. Medailleur: Professor Fritz Nuss (Göppingen 1907–1999 Strümpfelbach). Herausgeber: Firma Thomae, Biberach